# Rio Solva
Ponte de entrada para Middle Mill.
O Rio Solva (em galês:  Afon Solfach) é um riacho em Pembrokeshire, Gales. Ele passa por terras de pastagem, principalmente agrícolas antes de chegar a Middle Mill e finalmente à vila de Solva.
O rio está sujeita a enchentes frequentes e estoura regularmente seus bancos, em particular inundações voltadas para o Baixo Solva.

## Galeria

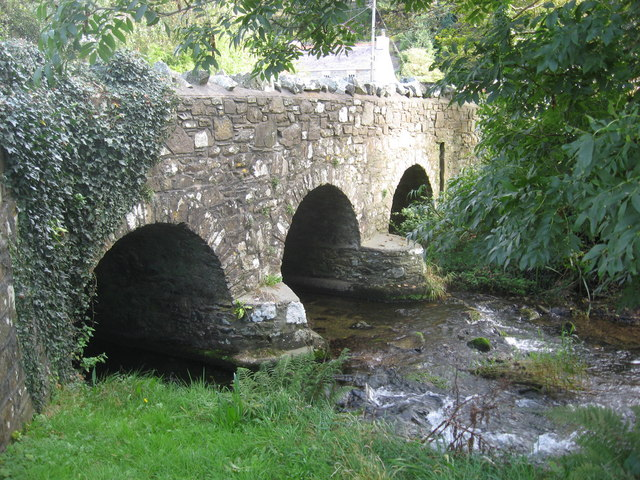
A Ponte.
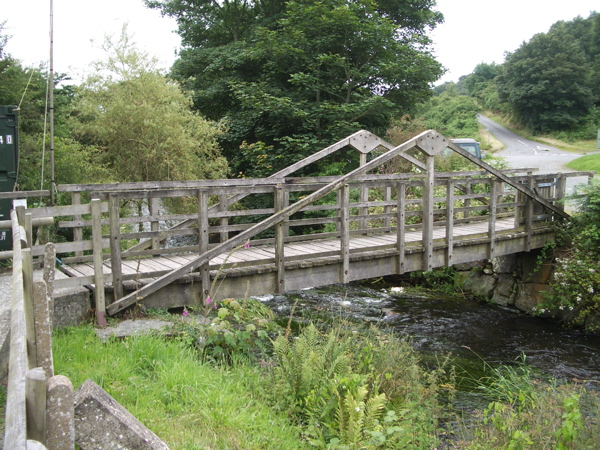
Ponte em Middle Mill.
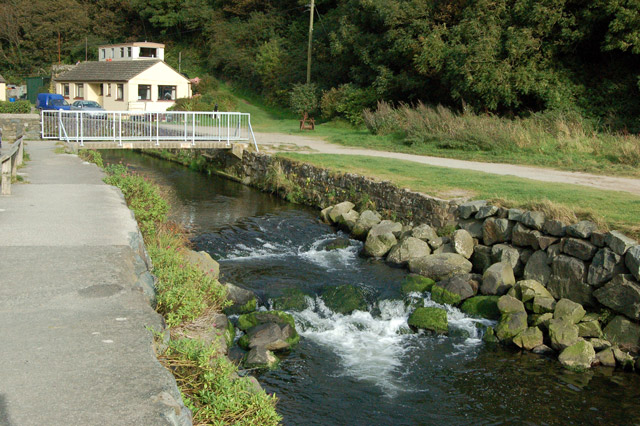
Canal do rio no Baixo Solva.
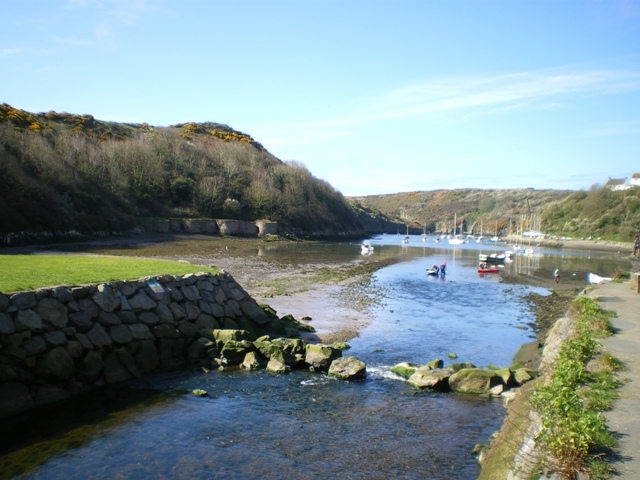
Entrada para o Solva Harbour.